# Diaporthe celastrina
Diaporthe celastrina är en svampart som beskrevs av Ellis & Barthol. 1902. Diaporthe celastrina ingår i släktet Diaporthe och familjen Diaporthaceae.   Inga underarter finns listade i Catalogue of Life.